# Carrion (gra komputerowa)
Carrion – niezależna komputerowa gra akcji z 2020 roku. Określana jest jako „odwrócony horror”, ponieważ gracz wciela się w monstrum, które morduje inne postaci, zamiast uciekać przed potworami, na czym zwykle polega rozgrywka w grach typu survival horror.
Gra została wyprodukowana przez niezależnego producenta Phobia Game Studio z siedzibą w Warszawie. Autorami gry są Sebastian Krośkiewicz oraz Krzysztof Chomicki.

## Rozgrywka
Akcja gry Carrion rozgrywa się na w dwuwymiarowej mapie laboratorium. Gracz jednak, w odróżnieniu od klasycznych survival horrorów, nie ucieka przed potworami, ale wciela się w organizm będący monstrum, którego zadaniem jest zabijanie wszystkiego, co stanie na drodze. Twórcy postanowili nazwać ten rodzaj rozgrywki „odwróconym horrorem”.
Dzięki zwiększaniu masy, potwór powiększa swój rozmiar, co pozwala odblokowywać kolejne lokacje, a także odblokowywać nowe umiejętności, co pozwala mierzyć się w walce z trudniejszymi przeciwnikami. Twórcy gry przyznali, że ich zdaniem jest to interesująca odmiana klasycznej formuły gry typu metroidvania.

## Wydanie
W październiku 2019 roku ukazała się wersja demonstracyjna gry na platformie Steam.
23 lipca 2020 roku gra została wydana na platformy: Windows, Linux, MacOS, Nintendo Switch i Xbox One. 22 października 2021 roku gra została wydana na PlayStation 4, a 27 kwietnia 2023 także na PlayStation 5.
W listopadzie 2021 gra została udostępniona na Amazon Luna.
31 października 2024 roku odbyła się premiera gry na systemach Android oraz iOS.
W ciągu pierwszego tygodnia sprzedano ponad 200 tysięcy egzemplarzy gry.

## Odbiór
Carrion spotkała się z generalnie pozytywnym odbiorem.
W agregatorze ocen otrzymał 75/100 w wercji na PC, oraz 76/100 w wersji na Nintendo Switch oraz na Xbox One.
Alessandro Barbosa ocenił, że skradanie się jako potwór jest łatwe i jednocześnie satysfakcjonujące, natomiast system walki nie jest nudny i zmusza do kreatywności. Jako wady wymienił niedopracowany system sterowania oraz brak mapy, co utrudnia rozgrywkę. Mitchell Saltzman stwierdził, że gra świetnie oddaje ideę wcielenia się w potwora rodem z horrorów, ale eksploracja staje się dla gracza obowiązkiem, który wydłuża przygodę. Stuart Gipp stwierdził, że gra wygląda wspaniale i jest bardzo zabawna, a tylko drobne problemy powstrzymują Carrion przed staniem się jedną z najlepszych gier.

### Nagrody
| Nagroda                     | Kategoria                            | Wynik     | Źródło |
| --------------------------- | ------------------------------------ | --------- | ------ |
| The Game Awards 2020        | najlepsza gra indie (gra niezależna) | nominacja | [ 26 ] |
| The Game Awards 2020        | najlepszy debiut                     | nominacja | [ 26 ] |
| D.I.C.E. Awards             | najlepsza muzyka                     | nominacja | [ 27 ] |
| British Academy Game Awards | najlepszy debiut                     | wygrana   | [ 28 ] |
| British Academy Game Awards | oryginalna własność intelektualna    | nominacja | [ 29 ] |